# Chutorok (Ukraina)
Chutorok (uk  i ros. Хуторок) – wieś na Ukrainie, w Autonomicznej Republice Krymu (de iure stanowiącej integralną część państwa ukraińskiego, w 2014 anektowanej przez Rosję i odtąd funkcjonującej jako Republika Krymu), w rejonie sakskim. W 2001 liczyła 208 mieszkańców, wśród których 47 wskazało jako ojczysty język ukraiński, 122 rosyjski, 38 krymskotatarski, a 1 inny. Według spisu ludności przeprowadzonego przez okupacyjne władze rosyjskie populacja wsi w 2014 wynosiła 193 osoby.